# Yoshiki
Yoshiki (jap. よしき, ヨシキ) – imię japońskie noszone częściej przez mężczyzn niż przez kobiety.

## Możliwa pisownia w języku japońskim
Yoshiki można zapisać używając wielu różnych znaków kanji i może znaczyć m.in.:
- 良樹, „dobry, drzewo”
- 芳樹, „aromat, drzewo”
- 佳樹, „doskonały, drzewo”
- 嘉樹, „doskonały, drzewo”
- 良基, „dobry, podstawa”
- 芳生
- 吉起

## Znane osoby
- Yoshiki (佳樹), japoński muzyk, założyciel i lider X JAPAN
- Yoshiki Hayama (嘉樹), japoński powieściopisarz
- Yoshiki Nakamura (佳樹), japońska mangaka
- Yoshiki Okamoto (吉起), japoński projektant gier wideo
- Yoshiki Takaya (良樹), japoński mangaka
- Yoshiki Tanaka (芳樹), japoński powieściopisarz
- Yoshiki Tonogai (良基), japoński mangaka
- Yoshiki Yamashita (芳生), japoński polityk

## Fikcyjne postacie
- Yoshiki Kusanagi (与識), bohater mangi i anime Venus Versus Virus
- Yoshiki Nakameguro (善樹), bohater serii Seitokai no Ichizon